# Diana Ferrus
Diana Ferrus (* 29. August 1953 in Worcester) ist eine südafrikanische Dichterin. 

## Leben
Ferrus kam als drittes von sechs Kindern in einer Familie zur Welt, deren Vorfahren u. a. Iren und Khoisan waren.
Sie besuchte zunächst eine Missionsschule der Niederländisch-reformierten Kirche und dann die Esselen Park High School. Im Jahr 1973 nahm sie an der University of the Western Cape ein Studium auf, das sie jedoch unterbrechen musste, nachdem die Universität zeitweise geschlossen worden war und sie nach der Wiedereröffnung aus finanziellen Gründen nicht zurückkehren konnte. Ihr Studium konnte sie ab 1988 jedoch in Teilzeit wieder aufnehmen. Sie absolvierte ein Bachelorstudium der Arbeitspsychologie und Soziologie ab und belegte im Anschluss ein Studium der Frauen- und Geschlechterforschung, das sie 1999 mit einer Abschlussarbeit zu schwarzen Afrikaans-Schriftstellerinnen beendete.

## Wirken
Ferrus begann im Alter von vierzehn Jahren, Gedichte zu schreiben, die sich seither auf persönliche, politische, soziale und historische Themen konzentrieren.
Ihr bekanntester Text ist Tribute to Sarah Baartman. Dieses Gedicht führte dazu, dass die sterblichen Überreste der zu Beginn des 19. Jahrhunderts „Hottentot Venus“ (abgeleitet von Hottentotten) genannten Baartman im Fundus des Musée de l’Homme in Paris entdeckt wurden. Ferrus reiste zusammen mit einer Delegation aus Südafrika zur Abholung der sterblichen Überreste Baartsmans an, und Anfang 2002 kam Baartman in Johannesburg an, wo sie am 9. August 2002 beigesetzt wurde.
2019 wurde Ferrus in die Anthologie New Daughters of Africa von Margaret Busby aufgenommen.